# Jorge Teixeira (bairro)
Jorge Teixeira é um bairro situado na Zona Leste do município de Manaus, capital do estado do Amazonas. É o segundo bairro mais populoso da cidade (ficando atrás somente do Cidade Nova). Limita-se com os bairros de Cidade de Deus, Distrito Industrial II, Gilberto Mestrinho, Novo Aleixo, e Tancredo Neves. Suas subdivisões são: Bairro Novo, João Paulo, Santa Inês, Brasileirinho, Monte Sião, Coliseu, Cidade Alta e Nova Floresta. Sua área geográfica é de 1.557,15 hectares, o que gera uma densidade demográfica de 7.249,08 hab/km².
Sua população é de 128 mil pessoas, segundo estimativa realizada em 2015, pela Secretaria de Estado de Desenvolvimento Econômico, Ciência, Tecnologia e Inovação, do Estado do Amazonas.

## História
O bairro foi criado em 14 de Março de 1989 , pelo ex-prefeito de Manaus, Arthur Virgílio Neto, à época teve como objetivo atender aos moradores carentes de Manaus, principalmente do bairro São José. O nome do bairro homenageia o ex-prefeito de Manaus, o coronel Jorge Teixeira de Oliveira, conhecido como "Teixeirão".